# Сан-Джорджо-ди-Ногаро
Сан-Джорджо-ди-Ногаро (итал. San Giorgio di Nogaro) —  коммуна в Италии, располагается в регионе Фриули-Венеция-Джулия, в провинции Удине.
Население составляет 7619 человек (2008 г.), плотность населения составляет 293 чел./км². Занимает площадь 26 км². Почтовый индекс — 33058. Телефонный код — 0431.
Покровительницей коммуны почитается Пресвятая Богородица (Maria Addolorata), празднование в пятницу перед Вербным воскресением.

## Демография
Динамика населения:

## Администрация коммуны
- Официальный сайт: http://www.comune.sangiorgiodinogaro.ud.it/

## Экономика
В коммуне расположен завод Pallini i Bertoli компании Евраз